# 堀口功
堀口 功（ほりぐち いさお、1888年8月18日 - 1964年2月17日）は、日本の政治家。岡山県玉島市（現・倉敷市）長。

## 来歴
岡山県浅口郡阿賀崎村（のち玉島町→玉島市、現・倉敷市）出身。旧制岡山中学校（現・岡山県立朝日高等学校）、金川中学校（後、岡山県立金川高等学校、現在廃校）を経て、1918年、早稲田大学政治経済学科卒。同年、高等文官試験行政科に合格する。福岡県属、同官房主事、地方課長、兵庫県地方、議事各課長、沖縄、広島、高知、千葉各県の学務部長、宮城、鹿児島各県の経済部長、福井県の総務部長を歴任し、1939年に退官した。退官後は神戸製鋼所総務部長などを経て、1951年、玉島町長に就任。翌年1月、玉島町の市制施行に伴い、玉島市長となった。1955年、無投票で再選を果たした。市長を2期務め、1959年に退任した。1964年死去。死去後従四位勲四等に叙せられた。